# Hafendorf, Weitensfeld im Gurktal
Hafendorf je naselje v Občini Weitensfeld im Gurktal v Okraju Šentvid ob Glini na Koroškem v Avstriji.